# Mode Records
Mode Records was een Amerikaans platenlabel uit het einde van de jaren vijftig, dat zich specialiseerde in jazz-muziek. Het label was gevestigd aan de westkust van Amerika en stond bekend om de platenhoezen, die geschilderd waren door Eva Diana. De meeste platen waren geproduceerd door Red Clyde. De catalogus werd later overgenomen door VSOP Records, die platen op cd heeft heruitgegeven. Musici wier muziek op het label verscheen waren onder meer Mel Lewis, Pepper Adams, Don Fagerquist, Marty Paich, Warne Marsh, Bernie Nerow, Eddie Costa, Victor Feldman, Bobby Troup en Joy Bryan.